# Wechselplattenlaufwerk
Wechselplattenlaufwerke oder Wechselfestplatten sind Laufwerke, die auf der Technik ähnlich der Diskettenlaufwerke beruhen, aber eine wesentlich höhere Leistungsfähigkeit besitzen, z. B. eine höhere Geschwindigkeit oder eine höhere Kapazität der Datenträger. Dabei wird als Wechselplatte häufig allein das Speichermedium, das in das Wechselplattenlaufwerk eingelegt wird, oder das ganze Laufwerk bezeichnet.

## Historische Bedeutung

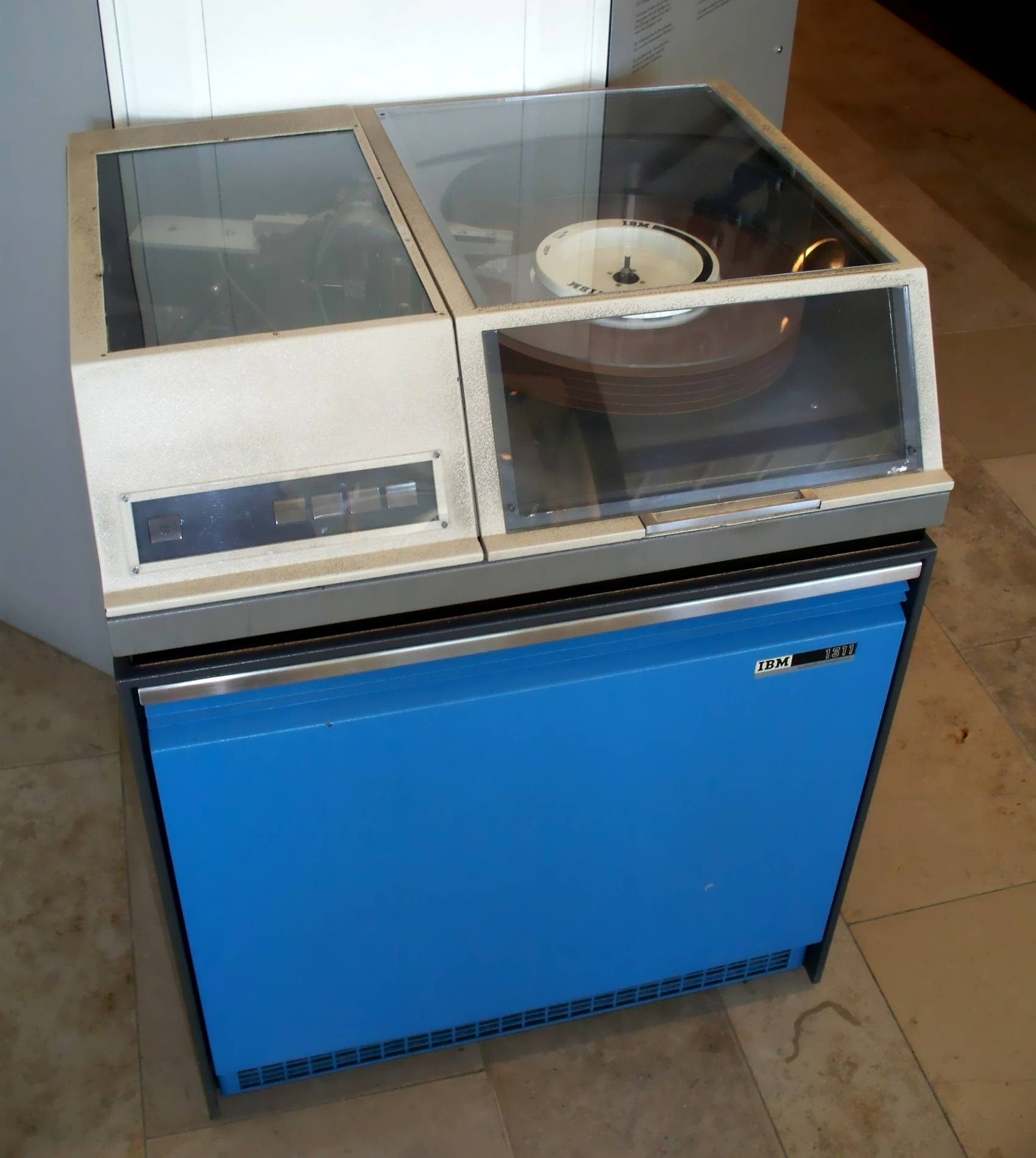
Wechselplattenspeicher IBM 1311 (1963)

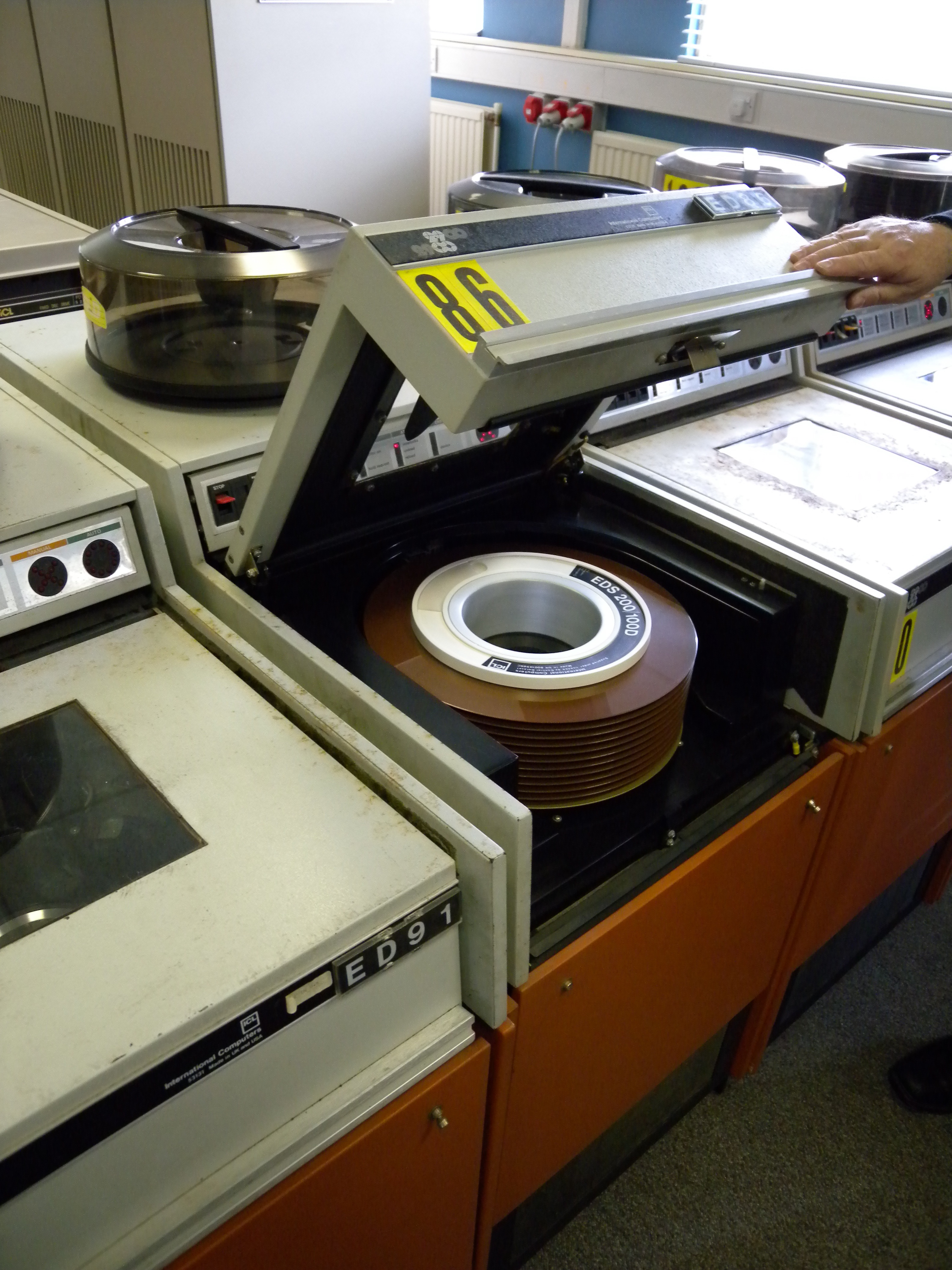
Wechselplattenspeicher, 1970er Jahre

Wechselplattengeräte tauchten zuerst als schnelle periphere Massenspeicher von Großrechnern auf. Die Geräte von der Größe einer Waschmaschine und ab Mitte der 1970er eines 19" Einschubes mit ca. 30 cm Höhe besaßen eine Kapazität von anfangs (1960er 70er) wenigen Megabyte bis zu (um Ende der 1980er) mehrere hundert Megabyte bis einige Gigabyte pro Medium.
Als Beispiel hier die Daten des Wechselplattenlaufwerks ISOT EC5066.M aus dem Einheitlichen System Elektronischer Rechentechnik (ESER), welches den Standard für Großrechnerkomponenten im RGW darstellte:
| Hersteller:                | ISOT (Bulgarien)                                                         |
| Typ:                       | EC5066.M                                                                 |
| Speichermedium:            | Wechselplatte EC5266                                                     |
| Speicherkapazität:         | 100 Mb (Gewicht eines Mediums: 13,5 kg)                                  |
| Drehzahl:                  | 3600/min                                                                 |
| Plattengeometrie:          | 19 Heads * 411 Tracks * 26 Sektoren * 512 Bytes/Sektor = 103953408 Bytes |
| Anbindung der ZVE über:    | GSS EC5566 (Großraumsteuergerät) mit Steuermodul EC5666                  |
| Spindelanzahl:             | 1                                                                        |
| Datenübertragungsrate:     | 806 kbyte/s                                                              |
| mittlere Zugriffszeit:     | 30 ms                                                                    |
| Anzahl der Platten/Stapel: | 12 (davon 10 als Datenträger und 2 Schutzplatten)                        |
| Anzahl der Zylinder:       | 404 (+7 Reservezylinder)                                                 |
| Anzahl der Sektoren:       | 26                                                                       |
| Anzahl der Datenflächen:   | 19                                                                       |
| Anzahl der Servoflächen:   | 1 (in der Mitte des Stapels)                                             |
| Aufzeichnungsverfahren:    | MFM                                                                      |
| Baujahr:                   | 1988                                                                     |
| Leistungsaufnahme:         | 12 A an 380 V Drehstrom                                                  |
| Masse:                     | 320 kg                                                                   |

Mit dem sprunghaften Preisverfall für Rechentechnik und elektronische Datenträger Anfang der 1990er Jahre kam das endgültige Aus für diese Technik. Bis auf einzelne Exemplare wurden die Laufwerke bis 1994 (vermutlich weltweit) ausgemustert. Ausnahmen bilden Museumsexemplare, Geräte in wissenschaftlichen Spezialaufbauten (ISOT CM5400 in einem Partikelanalysator in einem Institut in Quedlinburg, verschrottet 2005) sowie die Geräte aus dem Hochverfügbarkeitsrechnerkomplex Newa 1M, einem vollautomatischen Vermittlungssystem in der russischen Föderation auf der technologischen Basis des ESER EC1057, welches bis 2001 im Einsatz war und eine Verfügbarkeit von max. 1h Ausfall/Anlage in 10 Jahren erreicht hat.

## Typen und Eigenschaften von modernen Wechselplatten
Wechselplattenlaufwerke sind manchmal im Computer eingebaut, meist jedoch transportabel. In diesem Fall werden sie meist über einen USB-, FireWire- oder SCSI-Anschluss mit dem Computer verbunden, früher auch häufig über den Parallelport.
Wichtige Gruppen von Wechselplattenlaufwerken sind PD-Laufwerke, Magneto-Optische Laufwerke (MO), die Jaz- und Zip-Laufwerke des Herstellers iomega, sowie die SyJet- oder EZDrive-Laufwerke der Firma SyQuest.
Die Speicherkapazität der Datenträger liegt zwischen 100 MB und mehreren Gigabytes, die Geschwindigkeit bei 0,2 und 2 MB/s. Vom Preis her sind solche Laufwerke relativ günstig; an die Geschwindigkeiten moderner Festplatten reichen sie jedoch nicht heran.

Bilder von Wechselplattensystemen
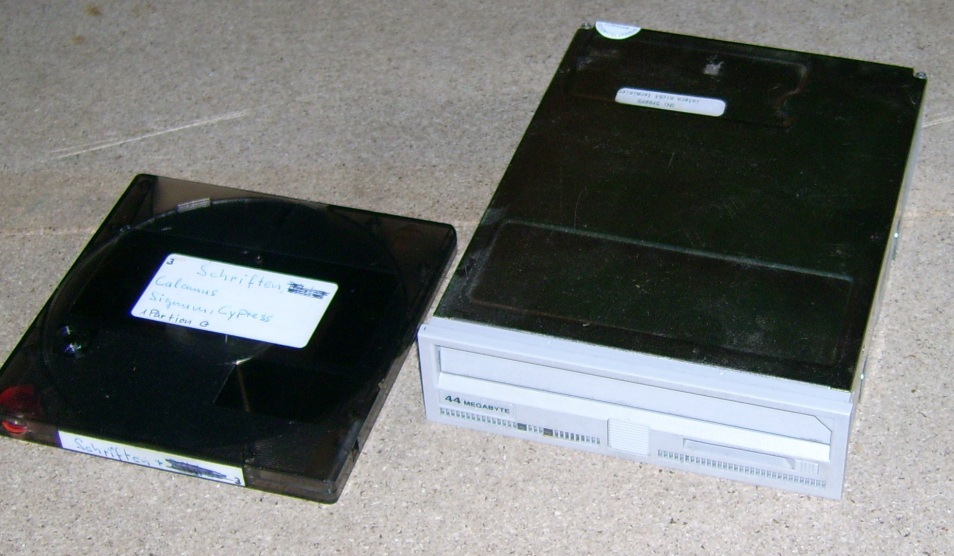
SyQuest SQ 555: Laufwerk und Medium (44 MB) (1980er Jahre)
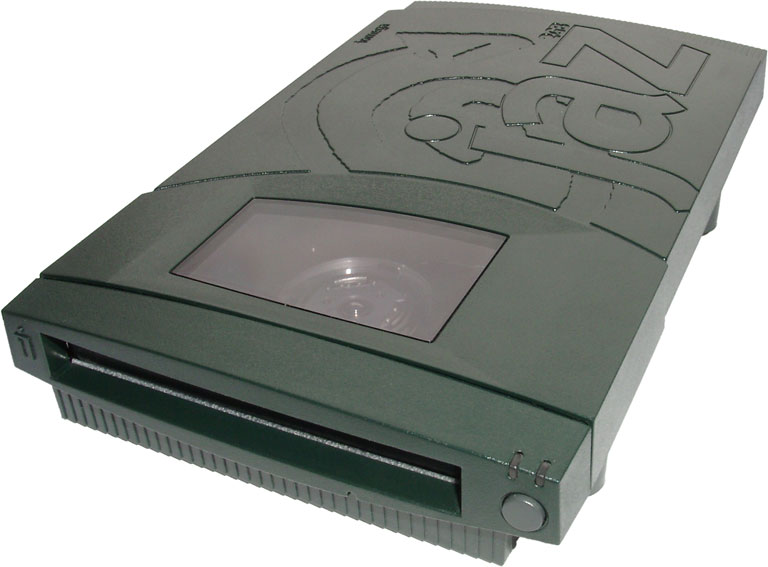
iomega jaz: Laufwerk (2 GB)
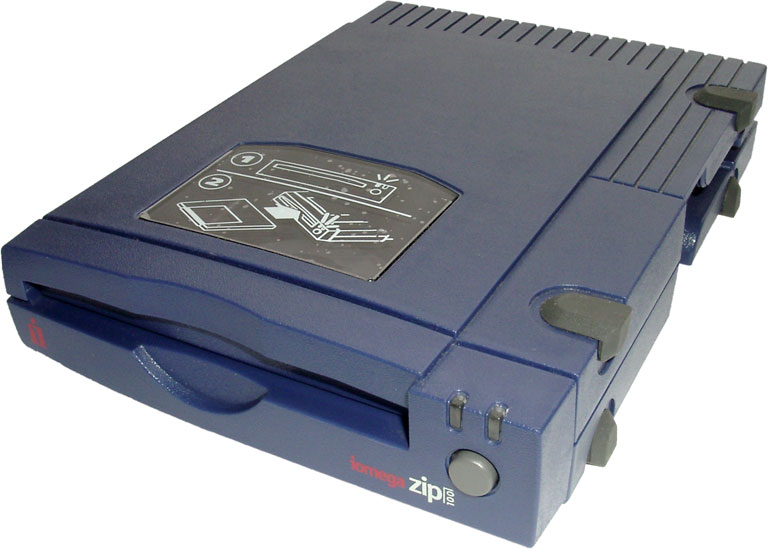
iomega zip 100: Laufwerk
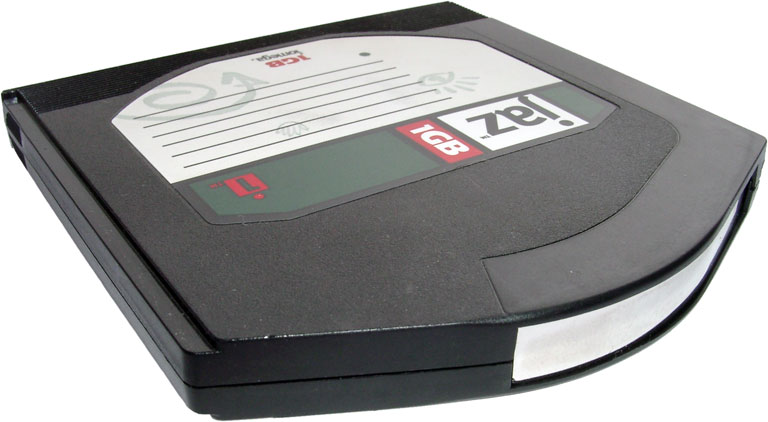
iomega jaz: Medium (1 GB)
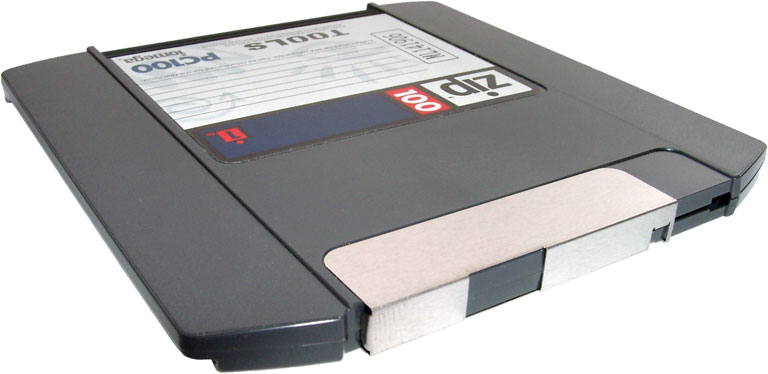
iomega zip 100: Medium (100 MB)

## Festplatte mit und ohne Wechselrahmen

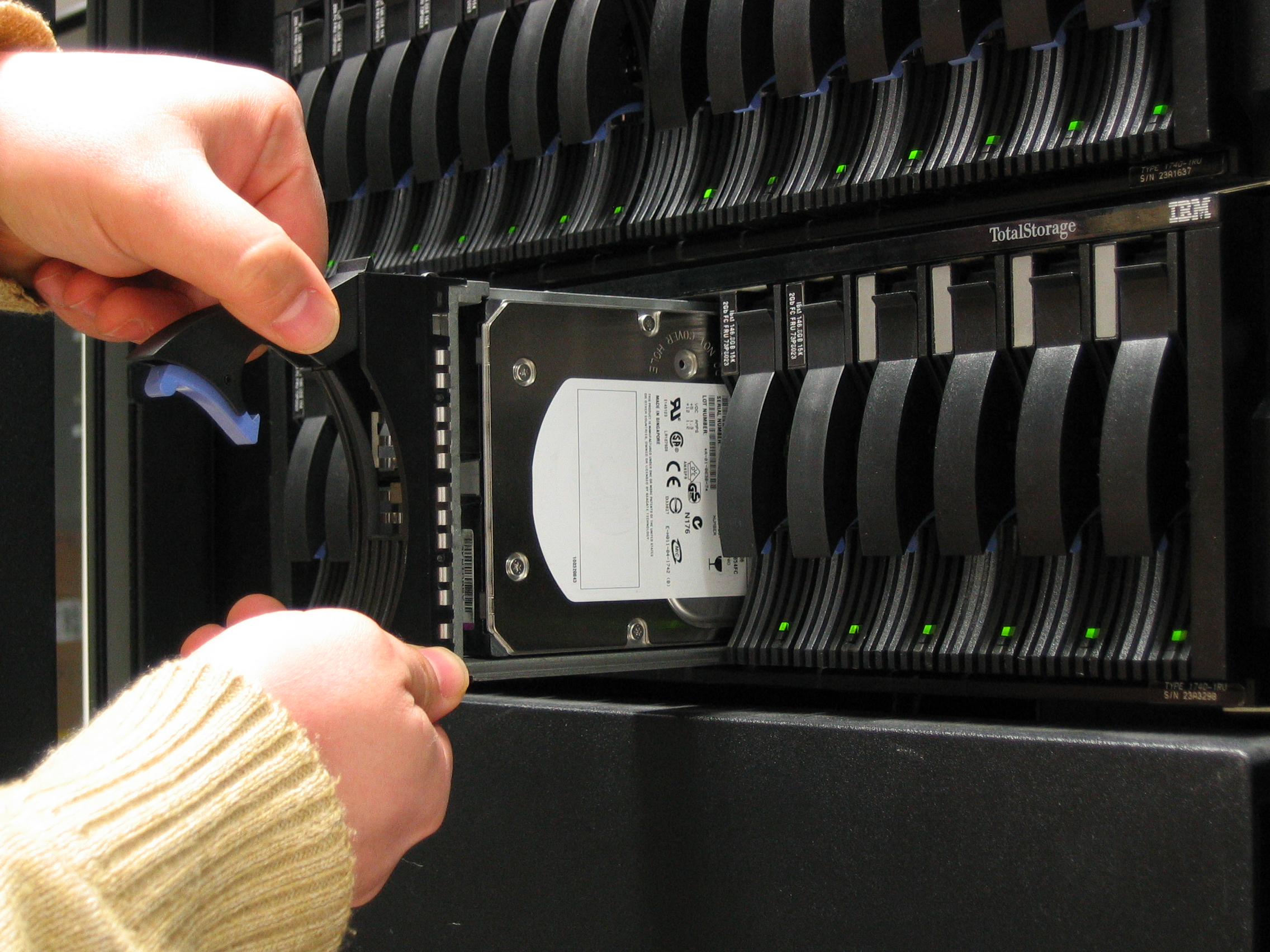
Ein Server mit Festplatten-Wechselrahmen.

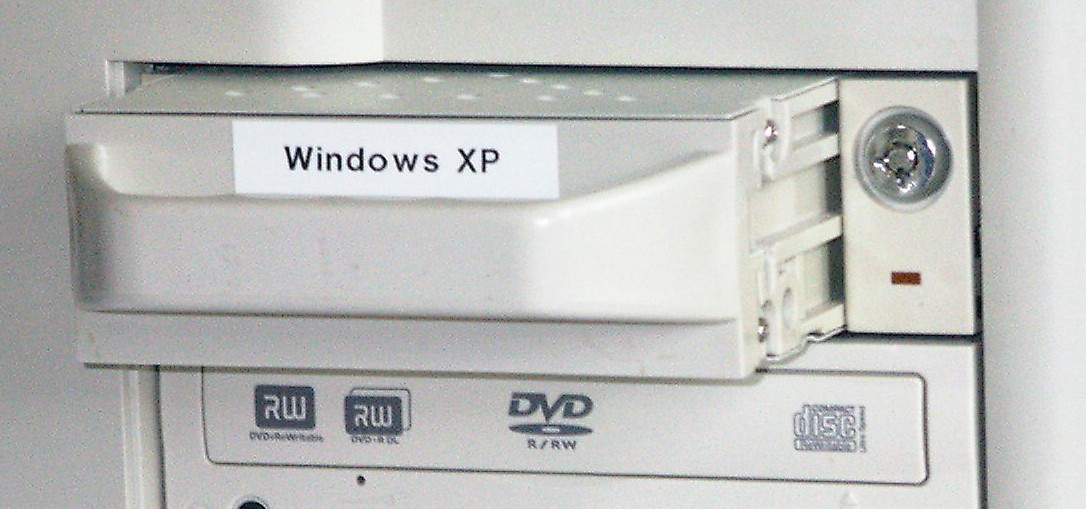
Wechselrahmen für 3,5″-Festplatten sind bei Personal Computern in 5,25″-Schächten nachrüstbar.

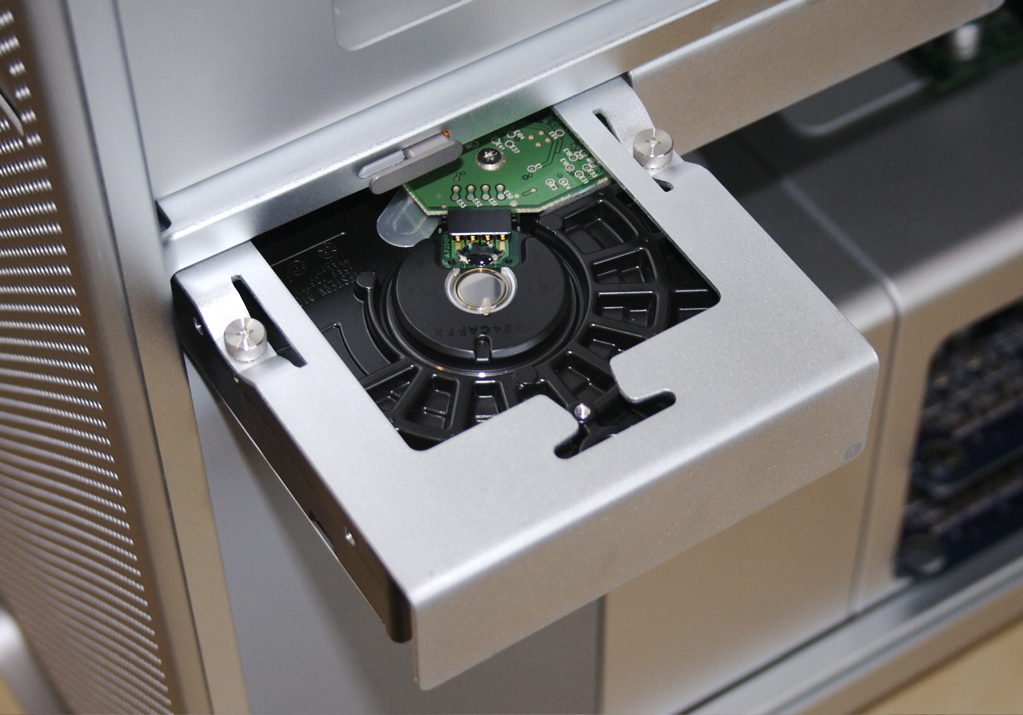
Bei High-End-PCs, hier ein Mac Pro, zählt ein Wechselrahmen u. U. zur Grundausstattung.

Die Möglichkeit, eine normale Festplatte zu einem Wechselfestplattenlaufwerk umzubauen, wird im Serverbereich häufig genutzt. Bei Servern verbreitet ist zudem die Fähigkeit, die Festplatten im laufenden Betrieb wechseln zu können (Hot Swapping). Auch im Desktop-Bereich bzw. bei Personal Computern gibt es teils Wechselrahmen, wobei bei einigen PCs oder Workstations in der System-Firmware einstellbar ist, ob ein bestimmter Anschluss Hot-Swap-fähig sein soll oder nicht. Ist ein Anschluss das nicht oder handelt es sich um die Festplatte, auf der das laufende Betriebssystem installiert ist, ist ein Herunterfahren des Computers erforderlich, um eine Festplatte im Wechselrahmen gefahrlos entfernen und/oder einschieben zu können.
Am verbreitetsten ist, dass eine 3,5″-Festplatte in einen eigenen Wechselrahmen eingebaut und darin verschraubt wird, es gibt jedoch auch Rahmen für z. B. 2,5″-Festplatten. Der Rahmen wiederum kann in einen in den Computer eingebauten Rahmen, den Wechselschacht, gesteckt werden, der bei 3,5″-Wechselrahmen meist einen 5,25″-Schacht in Anspruch nimmt und über einen IDE-, SATA-, SCSI-, SAS- oder USB-3.0-Anschluss mit der Hauptplatine verbunden wird. Wechselrahmen für Festplatten zum Einschub in Computergehäuse sind meist aus Kunststoff, teilweise zur besseren Ableitung der von der Festplatte im Betrieb abgegebenen Wärme auch aus Metall, zum Beispiel Aluminium, gefertigt. Die Wechselrahmen-Systeme der verschiedenen Hersteller sind im Allgemeinen nicht miteinander kompatibel.
Es gibt auch Systeme, welche ohne Wechselrahmen auskommen – die Festplatten können dann direkt in den Wechselschacht gesteckt werden. Diese Systeme finden sich häufig im privaten Bereich.
Bei dieser Technik stehen große Datenübertragungsraten (wie bei jeder normalen Festplatte) und eine hohe Speicherkapazität auf der Liste der Vorteile. Nachteilig ist zum einen die Größe des Rahmens und die relativ hohe Stoßempfindlichkeit der Festplatte. Bei Wechselrahmen mit IDE-Interface kann es zu Funktionsbeeinträchtigungen kommen, wenn der Wechselrahmen leer betrieben wird.
Da sowohl der Wechselrahmen als auch der Wechselschacht die Wärmeübertragung zur Umgebung behindern, empfiehlt sich der Einsatz eines zusätzlichen Lüfters ober- oder unterhalb des Wechselrahmens oder im Gehäuse. Moderne Wechselrahmen-Systeme sind sowohl mit einem Lüfter als auch mit Dämpfern ausgestattet, die vibrations- und geräuschmindernd wirken.

## SSD und optische Laufwerke
CompactFlash-Karten sind oftmals eine Alternative zu anderen Sicherungsmethoden; sie können per Slotblech-Adapter an der Gehäuserückseite ebenso wie Festplatten schnell ausgetauscht werden, sind dabei aber robuster, jedoch auch teurer (Stand 2018). Siehe hierzu auch: Solid State Disks im Vergleich und darunter folgende Anmerkungen.
Auch DVD-RAM und BD-RE-Laufwerke sind zur Datensicherung gut nutzbar, sofern die Medien mit entsprechenden Dateisystemen initialisiert werden.